# Tabla
Tabla é um instrumento musical de percussão, muito usado na Índia, normalmente em músicas devocionais ou meditativas, tão comum quanto o pandeiro no Brasil. Este instrumento é dividido em dois tambores, um agudo chamado daya e um grave chamado baya.
Desde o século XVIII, tem sido o principal instrumento de percussão na música clássica indostânica, onde pode ser tocado a solo, como acompanhado de outros instrumentos e vocais, ou como parte de conjuntos maiores.
A palavra "tabla" provavelmente vem de "tabl", a palavra árabe para "tambor".

## Origem
A invenção da tabla é encontrada na Índia. As esculturas em Bhaja Caves, no estado de Maharashtra, na Índia mostra uma mulher tocando tabla e outra mulher executando uma dança, que remonta a 200 a.C. Taals se desenvolveu desde as eras Veda ou Upanishad na Índia. Como resultado Pushkar existia muito antes mesmo do Pakhawaj. É bastante provável que um instrumento que se assemelha à tabla existia muito antes. Com prova estável encontrada em esculturas em cavernas Bhaje, pode-se afirmar que essa tabla é uma invenção indiana. Há muitas outras esculturas de tablas em templos em toda a Índia. Por exemplo, uma escultura do século XII no Templo Hoysala em Karnataka, na Índia, mostra uma mulher tocando tabla.

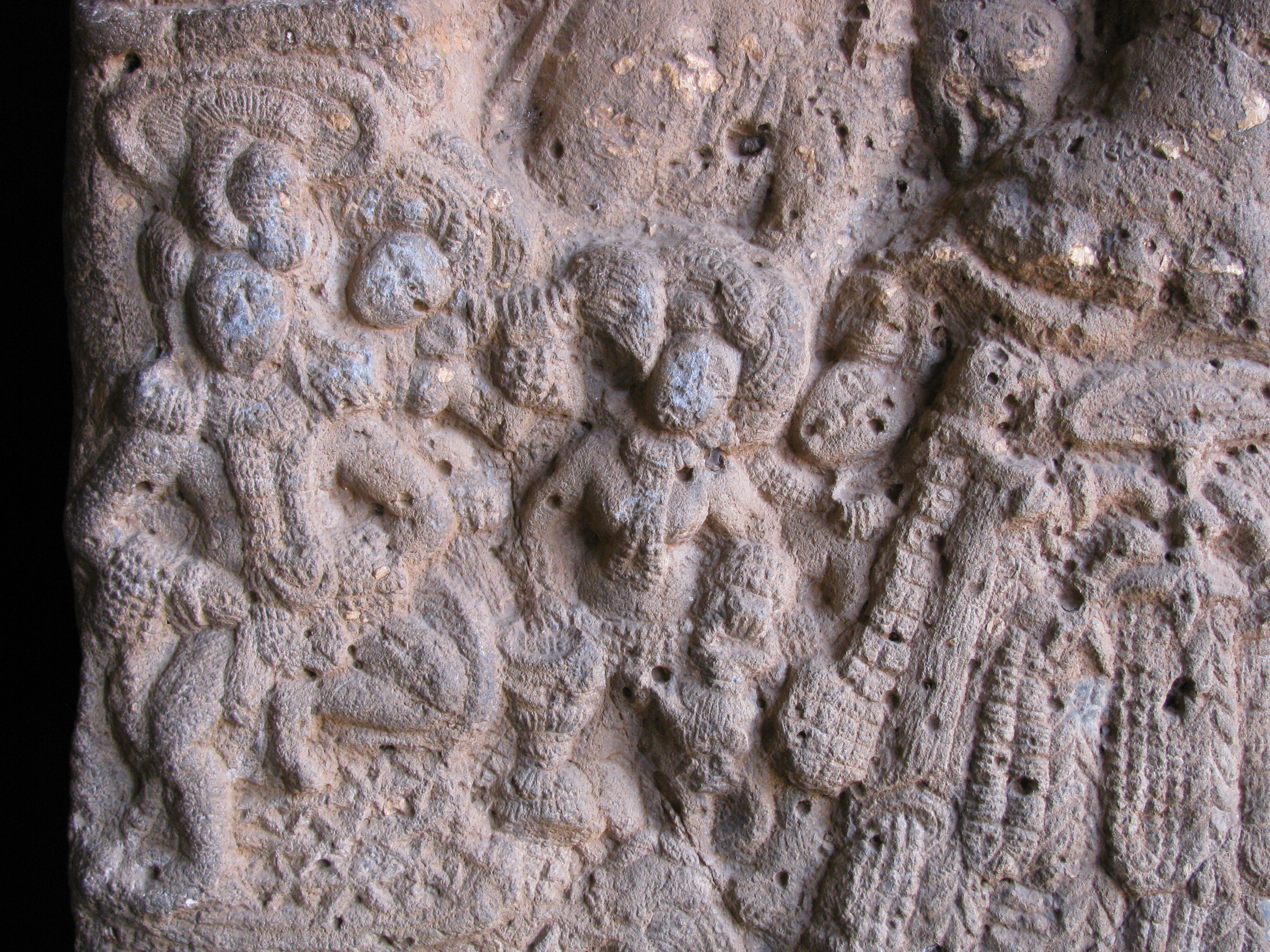
Esculturas de 200 a.C. nas cavernas de Bhaje, Maharashtra, Índia, mostrando uma mulher tocando tabla e outra dançarina se apresentando.

Atualmente, um dos mais conhecidos tocadores de tabla é o músico do afegão Ibrahim Ibrahimi.